# Иван Дельов
Иван Дельов или Делов, наречен Спартак, е български революционер, деец на Вътрешната македоно-одринска революционна организация.

## Биография
Иван Дельов е роден в 1880 година в Охрид, тогава в Османската империя. В 1898 година завършва с тринадесетия випуск Солунската българска мъжка гимназия и става учител. Влиза във ВМОРО. На Смилевския конгрес в 1903 година е избран за член на Горското началство на Битолска околия, Смилевски район. Към 1906-1907 година е главен ресенски учител. В 1907 година е задържан от властите и заточен.
След като Охрид остава в Сърбия след Междусъюзническата война, на 17 септември 1913 година 20 души видни българи напускат града за Албания: учителите Никола Киров Майски, Иван Делов, Коста Лещаров, Иван Василев, Димитър Силянов, Александър Автов, Коста Климов, Евтим Янкулов, Атанас Каневчев, Климент Каневчев, Паско Пармаков, секретарят на българската митрополия Лев Огненов, адвокатът Лев Кацков, търговците Иван Групчев, Петър Филев и Ахил Банджов.
Умира в София.